# 漆部司
漆部司（ぬりべし/ぬりべのつかさ）とは、日本古代の律令制において大蔵省に属する機関の一つである。「職員令」により、雑塗漆事を管掌した。

## 概要
器物・仏像・絵画などの塗漆のことをつかさどり、漆室には漆を保管した。長官を漆部正（ぬりべのかみ）といい、佑（すけ）・令史（さかん）などの四等官のほかに、被官として漆部20人を擁していた。漆部は、「伴部」と「品部」からなり、漆工芸の製作にも携わり、調役が免ぜられていたという。
『正倉院文書』によると出雲国や遠江などの都から離れた地方にも漆部が置かれたという記録が残されている。仏教の隆盛は漆の消費を促進し，賦役として桑300根に対し漆100根を栽培することが義務づけられている。
『類聚三代格』によると808年（大同3年正月20日）、中務省内匠寮に併合された
。